# Борис Арсов (дисидент)
Борис Арсов Илиев е български общественик.

## Биография
Роден е на 19 юни 1915 година в София в семейство на бежанци от Вардарска Македония (шесто дете), което се препитава с малка фурничка в работническия квартал „Ючбунар“. Завършва средно образование. През 1942 година постъпва на работа в стопанската полиция, където остава до края на 1945 година. След деветосептемврийския преврат става член на „Звено“. През 1949 година е арестуван и прекарва известно време в концентрационните лагери „Богданов дол“ и „Белене“, поради което не успява да завърши Стопанския факултет на Софийския университет. След това работи на различни места като деловодител.
В началото на 60-те години участва в група, разпространяваща анонимни писма с антикомунистическо и антисъветско съдържание, за което е осъден и лежи в затвора. През 1970 година успява нелегално да напусне България и малко по-късно се установява в Орхус в Дания. Там се включва в Българския национален фронт и основава организацията Съюз на българските революционни комитети със седалище в Копенхаген, призоваваща за масови стачки и демонстрации, които да доведат до революция и ликвидиране на тоталитарния комунистически режим в България. Член е на Българската лига за правата на човека.
Дейността на Арсов в Дания привлича вниманието на Държавна сигурност и през 1973 година вътрешният министър Димитър Стоянов издава нареждане за неговото „обезвреждане“. С това е натоварено Второ главно управление под прякото ръководство на първия заместник-министър Григор Шопов. В началото на 1974 година то плаща за убийството на Арсов 6000 германски марки на някой си агент „Маринов“, който обаче взима парите без да направи нищо. По това време Арсов подава документи, за да се върне доброволно в България. За да оправдае вече направените разходи, Държавна сигурност ускорява операцията и на 12 април 1974 година той е отвлечен от дома си и отведен в България. През септември е осъден на 15 години затвор.
Борис Арсов умира на 20 декември 1974 година в килията си в Пазарджишкия затвор при неясни обстоятелства, като според властите се самоубива. На близките му не е разрешено да огледат трупа или да поискат аутопсия за изясняване на причините за смъртта.

## Памет
На Борис Арсов е наречена улица в квартал „Витоша“ в София (Карта).
За съдбата на Борис Арсов Българската национална телевизия създава документален филм по книгата на Христо Христов „Държавна сигурност срещу българската емиграция“ (2000).